# David Attwood
David Attwood es un físico y educador estadounidense. Se desempeña como profesor emérito en la Universidad de California, Berkeley, donde trabaja en el campo de la radiación sincrotrón y los láseres de electrones libres, desarrollando técnicas de microscopía de rayos X para la investigación y para la industria (litografía EUV). Es autor de un libro de referencia sobre rayos X suaves y radiación ultravioleta extrema.

## Biografía
Recibió su doctorado en física aplicada por la Universidad de Nueva York en 1972. Después de su doctorado, se unió al Laboratorio Nacional Lawrence Livermore para trabajar en la fusión láser. Fue el primer director científico de Advanced Light Source (1985-1988) y director fundador del Centro de Óptica de Rayos X del Laboratorio Nacional Lawrence Berkeley, donde fue pionero en la litografía EUV. Cofundó el programa de Ciencia y Tecnología Aplicadas (AS&T) dentro de la facultad de ingeniería de Universidad de California en Berkeley y supervisó a más de veinte estudiantes de posgrado, entre los que se encontraban Regina Soufli y Anne Sakdinawat. Es miembro de la Sociedad Estadounidense de Física.